# Karl Lennart Oesch
Karl Lennart Oesch (8 août 1892, Pyhäjärvi Vpl, dans l'isthme de Carélie – 28 mars 1978, Helsinki) fut un des plus importants généraux finlandais durant la Seconde Guerre mondiale. Il fut à la tête d'une série de hauts postes d'état-major et de commandements au front, et dirigea durant la fin de la guerre de Continuation les deux tiers des forces terrestres finlandaises. Oesch avait la réputation de savoir gérer les situations difficiles, faculté que Mannerheim utilisa pleinement.

## Début de sa vie
Karl Lennart Oesch est né le 8 août 1892, de parents suisses, installés en Finlande (alors partie intégrante de l'Empire russe) avant sa naissance ; il garde d'ailleurs la double nationalité jusqu'en 1920. Il suit sa scolarité à Sortavala puis entreprend des études au département de mathématiques et de physique de l'université Alexandre d'Helsingfors entre 1911 et 1915.

## Guerre civile et Jägers
Oesch se joint au mouvement des Jägers finlandais en 1915. Durant la Première Guerre mondiale, il s'entraîne et combat du côté des Empires Centraux, au sein du 27e bataillon de jägers. Après l'armistice de Brest-Litovsk, au retour des Jägers en Finlande en février 1918, il est promu capitaine de l'Armée finlandaise. Au cours de la Guerre civile finlandaise, Oesch prend le commandement d'un bataillon d'infanterie.

## Entre-deux-guerres

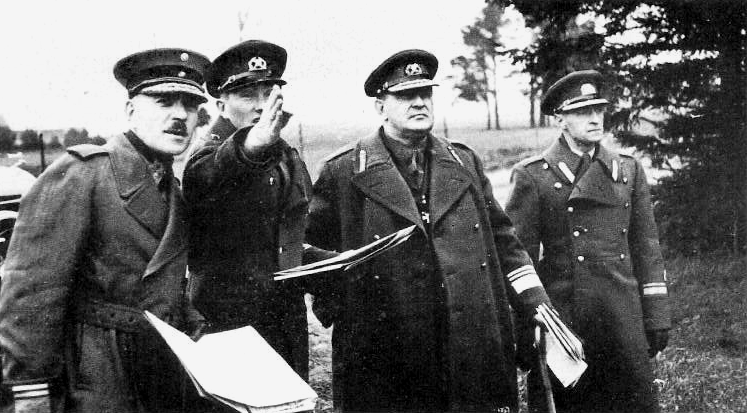
Lennart Oesch (à gauche) dirige les manœuvres de l'Armée estonienne en octobre 1938. Il tint également à cette période une rencontre ultra secrète avec l'état-major estonien concernant la coopération militaire finno-estonienne. La deuxième personne sur la droite est le chef d'état-major estonien Nikolai Reek.

Durant les années 1920 et 1930, Oesch gravit rapidement les échelons hiérarchiques des Forces de défense finlandaise. Il suit les cours de l'école de guerre française entre 1923 et 1926 et, à son retour en Finlande, il prend la tête de la Sotakorkeakoulu, nouvelle école de l'état-major récemment ouverte, entre 1926 et 1929. En 1930, Oesch est promu major-général et nommé chef d'état-major, poste qu'il occupe durant pratiquement une décennie.
En tant que chef d'état-major, Oesch se trouvait être l'un des plus influents personnages des Forces de défense finlandaise. Il joua un rôle moteur dans la réforme de la procédure de mobilisation au début des années 1930, dont l'origine se trouve dans les propositions faites par le lieutenant-colonel Aksel Airo. Oesch fit également un bref passage au poste de Ministre des Affaires Étrangères en mars 1932, pendant la crise causée par la rébellion de Mäntsälä. Il est promu lieutenant général en 1936.

## Guerre d'Hiver et Grande Trêve
Lorsque débute l'invasion soviétique de la guerre d'Hiver le 30 novembre 1939, Oesch garde sa place de chef d'état-major au sein du GQG de Mannerheim. Toutefois, il reste peu de témoignages de son rôle à cette période, les travaux des historiens le laissant dans l'ombre de Mannerheim et d'Airo.
Oesch eut l'opportunité de montrer ses talents de commandant en ligne en mars 1940. L'Armée rouge avait surpris les Finlandais en traversant la baie gelée de Viipuri, prenant pied sur sa rive occidentale. Mannerheim mit sur pied le Groupe côtier pour repousser l'ennemi, mais son premier commandant, le major-général Kurt Martti Wallenius tomba en disgrâce après seulement trois jours passés à sa tête. Alors que la situation était extrêmement critique, Oesch est nommé à la tête du Groupe côtier. Les forces dont il disposait alors se limitaient à quelques bataillons de défense côtière sous-équipés, commandés par de vieux réservistes, et à quelques bataillons transférés en hâte de Laponie. Oesch réussit à tenir avec cette troupe hétéroclite et épuisée jusqu'à la fin du conflit, le 13 mars 1940, causant de lourdes pertes à l'Armée rouge et ralentissant notablement son avance. Mannerheim commença à partir de ce jour à considérer Oesch comme un homme sur lequel il pouvait compter dans les coups durs.
Durant la Grande Trêve qui s'ensuit, Oesch reprend tout d'abord son poste de chef d'état-major durant quelques semaines, avant de prendre la tête du IIe corps d'armée finlandais (en) en avril 1940.

## Guerre de Continuation

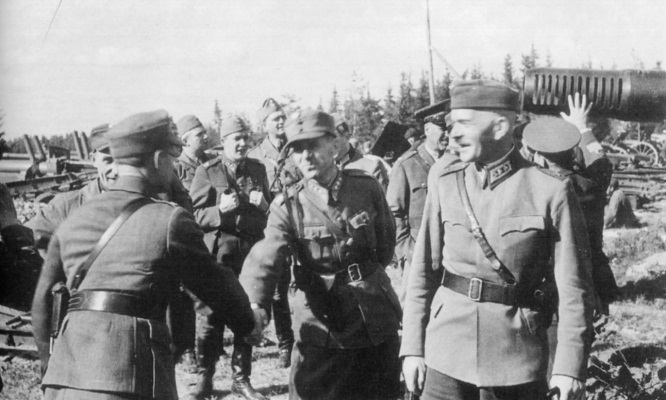
La reconquête de Viipuri en 1941. Le Général Lennart Oesch (droite) et son colonel "chief-of-staff" Valo Nihtilä. Beaucoup de matériel soviétique pillé en arrière-plan.

Au début de la guerre de Continuation en juin 1941, le corps d'armée d'Oesch prend le nom de IVe corps d'armée (en), qui reçoit pour mission d'avancer sur l'isthme de Carélie par le sud. Mais Mannerheim donnait priorité à l'armée de Carélie du lieutenant général Erik Heinrichs, laquelle progressait au nord du lac Ladoga. Oesch n'eut pas l'autorisation de passer à l'offensive avant le 20 août 1941, soit près de deux mois après le déclenchement des hostilités. Oesch et son chef d'état-major, le colonel Valo Nihtilä, décidèrent de lancer leur attaque deux jours plus tard.
Une fois le IVe corps lancé, son offensive fit de rapides progrès. Oesch, fourbu, fut contraint de prendre congé à partir du 25 août. Néanmoins, sur la requête de Nihtilä, Oesch est déjà de retour de son repos le 30 août, constatant que son suppléant, le major général Taavetti Laatikainen, avait quelque peu négligé ses nouvelles fonctions, même si la veille le IVe corps était entré dans Viipuri, deuxième plus grande ville de la Finlande d'avant 1939. Ce n'était pourtant pas là la plus grande gloire qu'Oesch aurait attachée à ses lauriers.
Durant les derniers jours d'août 1941, les forces d'Oesch encerclent trois divisions soviétiques (43e, 115e (ru) et 123e divisions de fusiliers (ru)) lors de la bataille de Porlampi, au sud de Viipuri. Bien qu'une partie des troupes encerclées parvienne à s'extraire de la poche en laissant derrière elle tout leur équipement lourd, le 1er septembre 1941, la poche soviétique se rend. Les Finlandais font 9 325 prisonniers, dont le commandant de la 43e, le major-général Vladimir Kirpichnikov. Environ 7 500 Soviétiques sont enterrés sur le champ de bataille, et un butin important est pris sur l'ennemi. Au prix de 3 000 hommes, Oesch venait de remporter la plus grande victoire de l'histoire militaire de la Finlande. Toutefois, c'est durant cet épisode glorieux qu'Oesch donna un ordre controversé, qui le verra à la fin de la guerre condamné pour crime de guerre (cf. infra). En mars 1942, les forces finlandaises sont réorganisées en trois groupes opérationnels. Oesch reçoit le commandement du groupe d'Olonets, situé sur l'isthme de l'Olonet[réf. nécessaire], entre les lacs Onega et Ladoga. Juste après, en avril 1942, il doit faire face à une importante offensive soviétique, qu'il parvient à enrayer définitivement au bout de dix jours de combats.
Au fil du conflit, il devient de plus en plus évident que l'Allemagne, en cobelligérance avec la Finlande, ne sera pas en mesure de gagner la guerre. Aussi, il devient urgent pour la Finlande de se ménager une voie de sortie. Bien que préoccupé par l'avancement de la fortification de sa ligne de défense, Oesch regarde d'un œil inquiet sur ce qui se passe autour de lui.
L'offensive Vyborg-Petrozadovsk, menée par l'Armée rouge, débute le 9 juin 1944, et perce la principale ligne de défense finlandaise dès le lendemain. La zone de front ne dispose alors pas d'un commandement unifié, et cela est rapidement identifié comme une faiblesse du dispositif défensif finlandais. Le matin du 14 juin, Oesch reçoit un appel du lieutenant général Aksel Airo, lui disant : « Tout va mal sur l'isthme. Rendez vous là-bas, le Commandant en chef vous l'ordonne, les corps d'armée sont les vôtres. Laatikainen se trouve quelque part autour de Viipuri. » Oesch reçoit le titre de commandant des forces de l'isthme, et il reçoit le soutien d'un état-major spécialement constitué sous ses ordres. Pour la deuxième fois, Oesch est envoyé pour éteindre le feu dans un secteur critique du front, mais la situation est cette fois-ci bien pire encore. Une percée soviétique dans l'isthme de Carélie signifierait probablement l'occupation de la Finlande, et un avenir de pays satellite de l'URSS après guerre.
Malgré la chute de Viipuri le 20 juin, Oesch parvient à rassembler les forces finlandaises. De nouvelles divisions et de nouvelles brigades sont envoyées en renfort dans l'isthme et sur la baie de Viipuri, et Oesch se trouve finalement aux commandes de trois corps d'armée (IIIe (en), IVe (en) et Ve (en)), comptant pour les deux tiers des effectifs de l'armée finlandaise. La triple victoire défensive lors des batailles de Tali-Ihantala, de la baie de Viipuri et de Vuosalmi s'ensuivirent. Déjà, à l'issue de la bataille de Tali-Ihantala, Oesch se voyait décerner la croix de Mannerheim, le 26 juin 1944. Il reste à la tête des forces de l'isthme jusqu'en octobre 1944, soit un mois avant la fin de la guerre de Continuation.
Oesch dispose d'un palmarès imposant durant ce conflit, mais il se sent peu reconnu dans les faits. Notamment, Mannerheim ne l'a jamais promu général ; celui-ci reconnaissait volontiers ses qualités, mais Oesch ne fut jamais de ses favoris. Mannerheim avait en effet plus confiance en les hommes qu'il avait lui-même façonnés, et Oesch, déjà haut dans la hiérarchie militaire avant guerre, ne comptait pas parmi ceux-ci.

## Procès pour crime de guerre
Après la guerre de Continuation, la carrière d'Oesch tourne mal. Après un nouveau passage au poste de chef d'état-major durant presque un an, Oesch démissionne, de son propre fait, en septembre 1945. Il est en effet conscient que les Soviétiques ont demandé son arrestation pour crime de guerre. Oesch pense un moment à fuir vers la Suède, mais il décide finalement de rester en Finlande et de faire face à ses accusateurs. Il est arrêté à la fin du mois et jugé par la suite pour les faits qui lui étaient reprochés. Quatre ans plus tôt, en septembre 1941, Oesch avait donné l'ordre à ses troupes d'utiliser leurs armes sur les prisonniers de guerre qui refusaient de suivre les ordres. Les détails de l'affaire ne sont pas clairs, mais en toute apparence, quelques soldats à la gâchette facile firent du zèle, et de nombreux prisonniers soviétiques furent tués. Oesch était ainsi accusé pour l'exécution de dix-sept prisonniers.
Selon les sources finlandaises, les preuves de la responsabilité personnelle d'Oesch dans ces morts restent peu convaincantes. Mais dans le climat politique d'après-guerre, il était impératif de donner satisfactions aux exigences soviétiques, surtout pour éviter de leur donner un quelconque prétexte pour intervenir plus encore dans les affaires finlandaises. Oesch est condamné à douze ans de travaux forcés par un tribunal militaire finlandais, le 19 juillet 1946, bien que sa peine soit commuée en trois ans de travaux forcés par la Cour suprême, le 2 février 1948. Toutefois, c'en est fini de la carrière militaire d'Oesch, qui reste le seul haut gradé finlandais à avoir été condamné pour crime de guerre.

## Fin de vie
Après sa libération en février 1948, Oesch se consacre à l'histoire militaire, faisant de la Finlande durant la Seconde Guerre mondiale son sujet de prédilection ; en outre, son ouvrage sur les batailles de l'été 1944 demeure encore aujourd'hui un ouvrage de référence sur le sujet. Oesch est également l'un des fondateurs et des rédacteurs en chef de la célèbre revue sur le deuxième conflit mondial, Histoire finlandaise. Il est fait docteur en philosophie honoris causa de l'université de Turku en 1960. Mais lorsqu'Oesch meurt à Helsinki le 28 mars 1978, il est toujours rongé par l'amertume, n'ayant pu se hisser au rang de général durant les années d'après-guerre, alors que de nombreux officiers en retraite recevaient des promotions à titre honorifique dans l'armée de réserve.

## Vie personnelle
Karl Lennart Oesch épouse Anna Niskanen (décédée en 1972) et a deux enfants : un fils, Karl Christian (1921-2011), et une fille, Ann-Mari (née en 1922).

## Publications
- Suomen kohtalon ratkaisu Kannaksella kesällä 1944, Helsinki 1957. Traduction allemande publiée en Suisse sous le titre Finnlands Entscheidungskampf 1944 und seine politischen, wirtschaftlichen und militärischen Folgen (1964).

## Distinctions
- Commandeur de 1re classe de l'ordre du Dannebrog
- Commandeur première classe de l'ordre royal de l'Étoile polaire